# Bergshamra (södra delen)
Bergshamra (södra delen) var en av SCB avgränsad och namnsatt småort i Norrtälje kommun, Stockholms län. Den omfattade bebyggelse i Länna socken strax söder om tätorten Bergshamra.
2015 uppgick området i tätorten Bergshamra.